# Megachile oculiformis
Megachile oculiformis är en biart som beskrevs av Rayment 1956. Megachile oculiformis ingår i släktet tapetserarbin, och familjen buksamlarbin. Inga underarter finns listade i Catalogue of Life.